# ۳۰ سپتامبر
۳۰ سپتامبر دویست و هفتاد و سومین (در سال‌های کبیسه دویست و هفتاد و چهارمین) روز سال در گاه‌شماری میلادی است. ۹۲ روز تا پایان سال باقی‌است.

## رویدادها
- ۲۰۰۵ - روزنامه جیلاند پوستن دانمارک کاریکاتوری توهین‌آمیز علیه محمد پیامبر مسلمین نشر کرد که با واکنش‌ها و اعتراضات فراوانی در سراسر جهان روبرو شد.
- ۲۰۰۹ - زمین‌لرزه ۲۰۰۹ سوماترا[۱]
- ۲۰۰۹ - ثبت جهانی نوروز به عنوان میراث فرهنگی ناملموس توسط یونسکو[۲]

## زادروزها
- ۱۹۱۹ – روبرتو بونومی، رانندهٔ مسابقات اتومبیل‌رانی اهل آرژانتین (د. ۱۹۹۲)
- ۱۹۴۱ – رینه ویسل، رانندهٔ مسابقات اتومبیل‌رانی فرمول یک اهل سوئد
- ۱۹۴۶ – یوخن ماس، رانندهٔ مسابقات اتومبیل‌رانی فرمول یک اهل آلمان
- ۱۹۶۱ – اریک فون د پوله، رانندهٔ مسابقات اتومبیل‌رانی اهل بلژیک
- ۱۹۹۷ – ماکس فرستاپن، رانندهٔ مسابقات اتومبیل‌رانی فرمول یک اهل هلند

## درگذشت‌ها
- ۱۶۲۷ - تیانچی، پانزدهمین امپراتور سلسله مینگ
- ۱۹۵۵ - جیمز دین، بازیگر آمریکایی
- ۱۹۷۷ - فؤاد نصار، سیاستمدار کمونیست فلسطینی. [۳]

## مناسبت‌ها
- روز جهانی توهین به مقدسات
- روز استقلال کشور بوتسوانا
- روز جهانی ترجمه